# Verbandsgemeinde Westliche Börde
In de Verbandsgemeinde Westliche Börde, gelegen in de Landkreis Börde, werken vier gemeenten gezamenlijk aan de afwikkeling van hun gemeentelijke taken.

## Deelnemende gemeenten
- Am Großen Bruch (2.079)
- Ausleben (1.621)
- Gröningen, Stad * (3.556)
- Kroppenstedt, Stad (1.402)